# Hlubočec
Hlubočec är en ort i Tjeckien. Den ligger i den östra delen av landet, 260 km öster om huvudstaden Prag. Hlubočec ligger 443 meter över havet och antalet invånare är 545.
Terrängen runt Hlubočec är kuperad norrut, men söderut är den platt. Runt Hlubočec är det ganska tätbefolkat, med 214 invånare per kvadratkilometer. Närmaste större samhälle är Opava, 11,9 km norr om Hlubočec. Trakten runt Hlubočec består till största delen av jordbruksmark.